# Neverita politiana
Neverita politiana är en snäckart som först beskrevs av Dall 1919.  Neverita politiana ingår i släktet Neverita och familjen borrsnäckor. Inga underarter finns listade i Catalogue of Life.